# Norra Hammarby
Norra Hammarby var en stadsdel i söderort som bildades 1932 och upplöstes 1 februari 1948 när den ombildades till stadsdelen Södra Hammarbyhamnen.
Området bildades av den norra delen av det område som inkorporerades i Stockholms stad 1930 från Nacka landskommun och varit en del av egendomen Hammarby gård. 